# Mikroregion Castanhal

Mikroregion Castanhal

Mikroregion Castanhal – mikroregion w brazylijskim stanie Pará należący do mezoregionu Metropolitana de Belém. Ma powierzchnię 3.762,4 km²

## Gminy
- Bujaru
- Castanhal
- Inhangapi
- Santa Isabel do Pará
- Santo Antônio do Tauá